# Bass D & King Matthew
Bass-D & King Matthew (echte namen: Eugenio Dorwart en Matthijs Hazeleger) zijn 2 Nederlandse dj's die vooral Hardcore en oldskool hardcore draaien. Het duo is sinds 1993 samen en hebben al op vele hardcore feesten gedraaid. Het duo hebben platen als “Hold me now”, “Like a dream”, “It’s Allright” en vele andere nummers uitgebracht. Het duo heeft als label en feest het merk “Masters of Hardcore” opgericht.

## Discografie
| Single met eventuele hitnotering(en) in de Nederlandse Top 40 | Datum van verschijnen | Datum van binnenkomst | Hoogste positie | Aantal weken | Opmerkingen |
| ------------------------------------------------------------- | --------------------- | --------------------- | --------------- | ------------ | ----------- |
| Highlander - Hold me now                                      | 1995                  |                       |                 |              |             |
| Overdose                                                      | 1996                  |                       |                 |              |             |
| Like a dream                                                  | 1996                  |                       |                 |              |             |
| Raveworld (feat Rotterdam Terror Corps)                       | 1997                  |                       |                 |              |             |
| Is New York in the house?                                     | 1997                  |                       |                 |              |             |
| In the mix                                                    | 1998                  |                       |                 |              |             |
| It's Allright (feat. DJ Buzz Fuzz)                            | 1999                  |                       |                 |              |             |
| Chronic 2000 (feat. Dr. Z-Vago)                               | 2000                  |                       |                 |              |             |
| Nuclear Hardcore                                              | 2001                  |                       |                 |              |             |
| The Survivors of Hardcore (feat DJ JDA)                       | 2002                  |                       |                 |              |             |
| Partyfreakz (feat. Outblast)                                  | 2002                  |                       |                 |              |             |
| Fuck them all                                                 | 2003                  |                       |                 |              |             |
| The Genesis                                                   | 2006                  |                       |                 |              |             |